# Siberische lijster
De Siberische lijster (Geokichla sibirica; synoniem: Zoothera sibirica) is een zangvogel uit de familie Turdidae (lijsters).

## Verspreiding en leefgebied
Deze soort telt 2 ondersoorten:
- G. s. sibirica: van centraal en oostelijk Siberië tot noordelijk Mongolië en noordoostelijk China.
- G. s. davisoni: Sachalin, de zuidelijke Koerilen en Japan.